# Саријано (Пјаченца)
Саријано је насеље у Италији у округу Пјаченца, региону Емилија-Ромања.
Према процени из 2011. у насељу је живело 314 становника. Насеље се налази на надморској висини од 201 м.